# Portugal nos Jogos Paralímpicos de Verão de 2004
Portugal participou dos Jogos Paralímpicos de Verão de 2004, que foram realizados na cidade de Atenas, na Grécia, entre os dias 17 e 28 de setembro de 2004. A delegação portuguesa conquistou nove medalhas (2 ouro, 5 prata, 5 bronze).

## Atletas
A comitiva portuguesa em Atenas alcançou os 22 homens e as 7 mulheres, num total de 29 atletas distribuídos por 5 modalidades. Se incluirmos os 12 basquetebolistas, temos um total de 41 atletas distribuídos por 6 modalidades. A porta-estandarte, foi a nadadora Susana Barroso.
| Modalidade  | Atletas |
| ----------- | --- |
| Atletismo   | Carlos Amaral Ferreira, Carlos Lopes, Firmino Baptista, Gabriel Potra, José Alves, José Monteiro, Maria Graça Fernandes, Maria Odete Fiúza, Paulo de Almeida Coelho, Nuno Alves e Ricardo Vale                      |
| Basquetebol | Jogo de exibição: Alcides Fernandes, Alexandre Costa, António Lopes, Carlos Luz, Fernando da Rocha Pereira, Hélder Santos, Jorge Ribeiro, José Cunha, Lino Rodrigues, Ricardo Martins, Rui Benfica e Vítor Carinhas |
| Boccia      | António Marques, Armando Costa, Bruno Valentim, Cristina Gonçalves, Fernando Ferreira, Fernando Pereira, João Paulo Fernandes, José Macedo e Pedro Silva                                                            |
| Ciclismo    | Augusto Pereira |
| Equitação   | Carlos Pereira |
| Natação     | João Martins, Leila Marques, Maria João Morgado, Nelson Lopes, Nuno Vitorino, Susana Barroso e Perpétua Vaza |

## Medalhados
A delegação portuguesa conquistou nove medalhas: 2 ouro, 5 prata e 5 bronze.
| Medalha | Atletas                                                                      | Modalidade | Prova              |
| ------- | ---------------------------------------------------------------------------- | ---------- | ------------------ |
| Ouro    | António Marques, Cristina Gonçalves, Fernando Ferreira, João Paulo Fernandes | Boccia     | Eq. Mistas BC1-BC2 |
| Ouro    | João Paulo Fernandes                                                         | Boccia     | Individual BC1     |
| Prata   | Carlos Amaral Ferreira                                                       | Atletismo  | 1500 m T11         |
| Prata   | Carlos Amaral Ferreira                                                       | Atletismo  | 5000 m T11         |
| Prata   | Fernando Pereira, Bruno Valentim                                             | Boccia     | Pares Mistos BC4   |
| Prata   | Pedro Silva                                                                  | Boccia     | Individual BC1     |
| Prata   | Bruno Valentim                                                               | Boccia     | Individual BC4     |
| Bronze  | José Alves                                                                   | Atletismo  | 400 m T13          |
| Bronze  | Fernando Ferreira                                                            | Boccia     | Individual BC2     |
| Bronze  | João Martins                                                                 | Natação    | 50 m costas S1     |
| Bronze  | João Martins                                                                 | Natação    | 50 m livres S1     |
| Bronze  | Susana Barroso                                                               | Natação    | 50 m costas S3     |